# Sacrum
Sacrum în anatomia umană, este un os mare, triunghiular la baza coloanei vertebrale care se formează prin fuziunea vertebrelor sacrale S1–S5 între 18 și 30  de ani.
Sacrum este situat la partea superioară, partea din spate a cavității pelviene, între cele două aripi ale pelvisului. Formează articulații cu alte patru oase. Cele două proiecții de pe laturile sacrumului sunt numite alae (aripi) și se articulează cu osul ilium la articulația sacroiliacă în formă de L articulația sacroiliacă. Partea superioară a sacrumului se conectează cu ultima vertebră lombară (L5), iar partea inferioară cu coccisul prin cornua sacrală și cocciseală.
Sacrum are trei suprafețe diferite, care sunt în forma pentru a se potrivi structurilor pelvine din jur. În general, este concavă (curbat pe ea însăși). Baza sacrumului, partea cea mai largă și cea mai înaltă, este înclinată înainte ca promontoriu sacru intern. Partea centrală este curbată dunspre exterior spre posterior, permițând o cameră mai mare pentru cavitatea pelviană  CV.
La toate celelalte patrupede vertebrate, vertebrele pelvine trec printr-un proces de dezvoltare similar pentru a forma un sacrum la adult, chiar și în timp ce vertebrele cozii osoase (caudale) rămân netopite. Numărul vertebrelor sacrale variază ușor. De exemplu, vertebrele S1–S5 ale unui cal vor fuziona, S1–S3 ale unui câine va fuziona, iar patru vertebre pelvine ale unui șobolan vor fuziona între vertebrele lombare și caudale ale cozii sale.
Dinozaurul Stegosaurus a avut un canal neural foarte extins în sacrum, caracterizat ca un „al doilea creier”.

## Istorie
Sacrum a fost introdus ca termen tehnic în anatomie la mijlocul secolului al XVIII-lea, ca o scurtare a numelui din latina târzie os sacru, el însăși o traducere din limba greacă a termenului găsit în scrierile lui Galen. Înainte de adoptarea termenului sacrum, osul a fost numit și „holy bone” (os sfânt) în limba engleză, paralel cu heiliges Bein sau Heiligenbein (alături de Kreuzbein) și în olandeză heiligbeen.
Originea termenului lui Galen este neclară. Se presupune că sacrum a fost parte a unui animal oferit în sacrificiu (deoarece sacrum este sediul organelor de reproducere).  Alții atribuie adjectivul ερṣν credinței antice că acest os specific ar fi indestructibil. Deoarece adjectivul grecesc poate însemna și "puternic", s-a sugerat, de asemenea, că os sacrum este o traducere greșită a unui termen menit să însemne "osul puternic". Acest lucru este susținut de denumirea alternativă greacă μṣγας σπηνδλος de către greci, traducându-se în "vertebră mare", tradusă în latină ca vertebra magna.

In greaca veche osul a fost cunoscut sub numele de κληνις (latinizat clonis); acest termen este comgnate la latină clunis "fese", sanscrită śróṣis „haunch” și lituaniană šlaunis „șold, coapsă” Cuvântul latin se găsește în numele latin alternativ al sacrumului, ossa clunium, deoarece erau „oase ale feselor”. Datorită faptului că os sacrum este larg și gros la capătul său superior, sacrum este denumit alternativ os latum, „os larg”.

## Imagini suplimentare

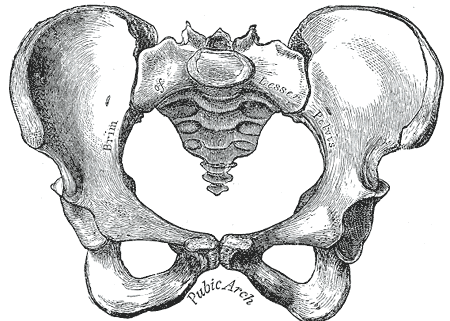
Imagine a unui pelvis feminin văzut anterior, sacrum este la centru.
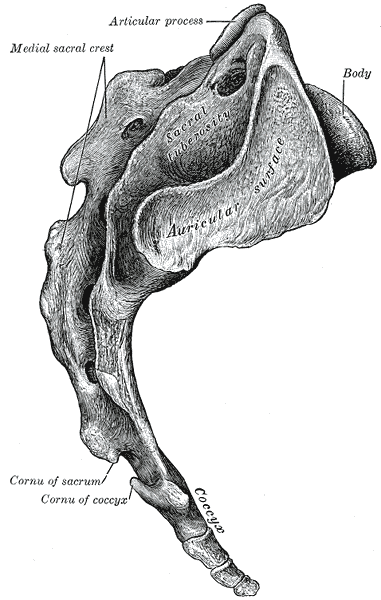
Suprafețele laterale ale sacrumului și coccisului.
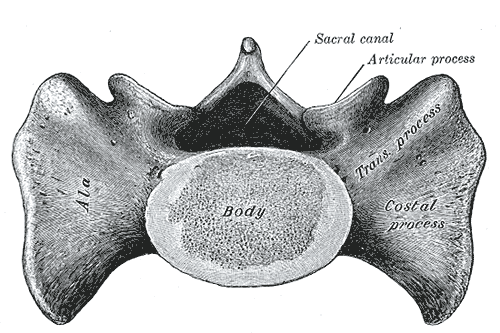
Baza sacrumului.
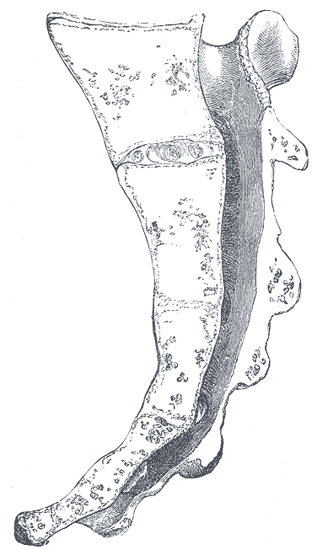
Secțiunea sagitală mediană a sacrumului.
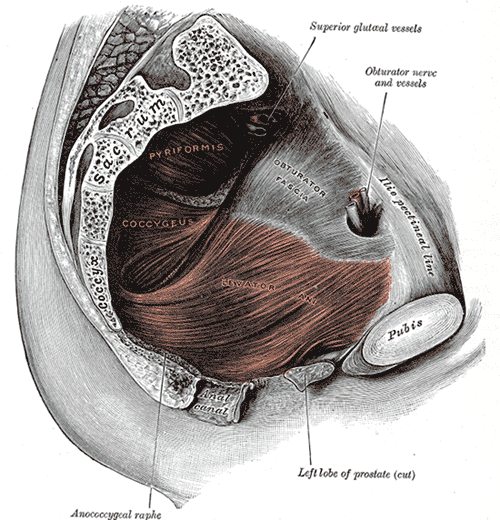
Levator stâng din interior.
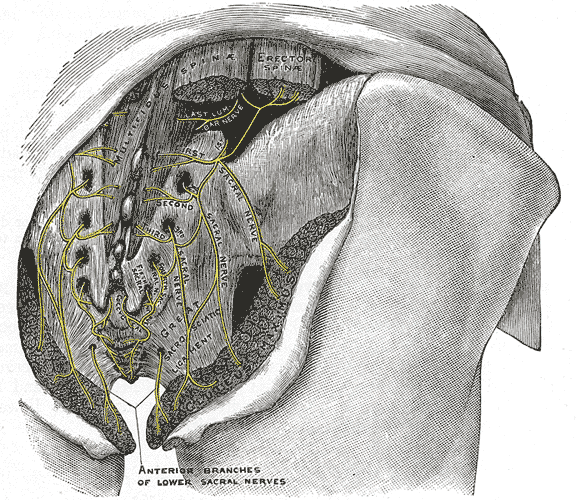
Diviziunile posterioare ale nervilor sacrali.
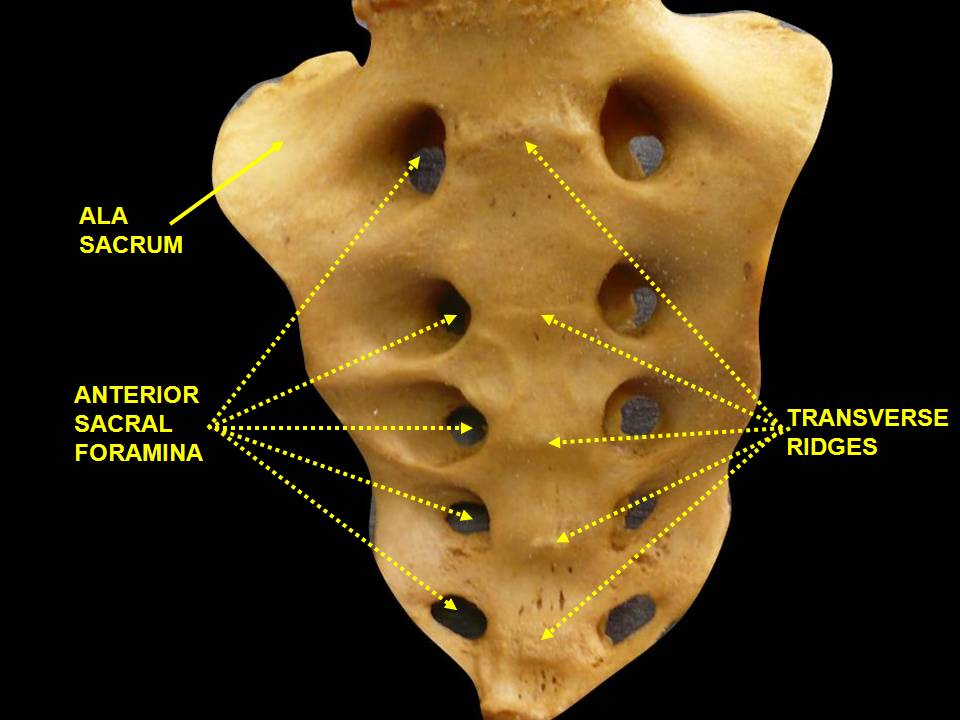
Sacrum. Suprafața pelviană.
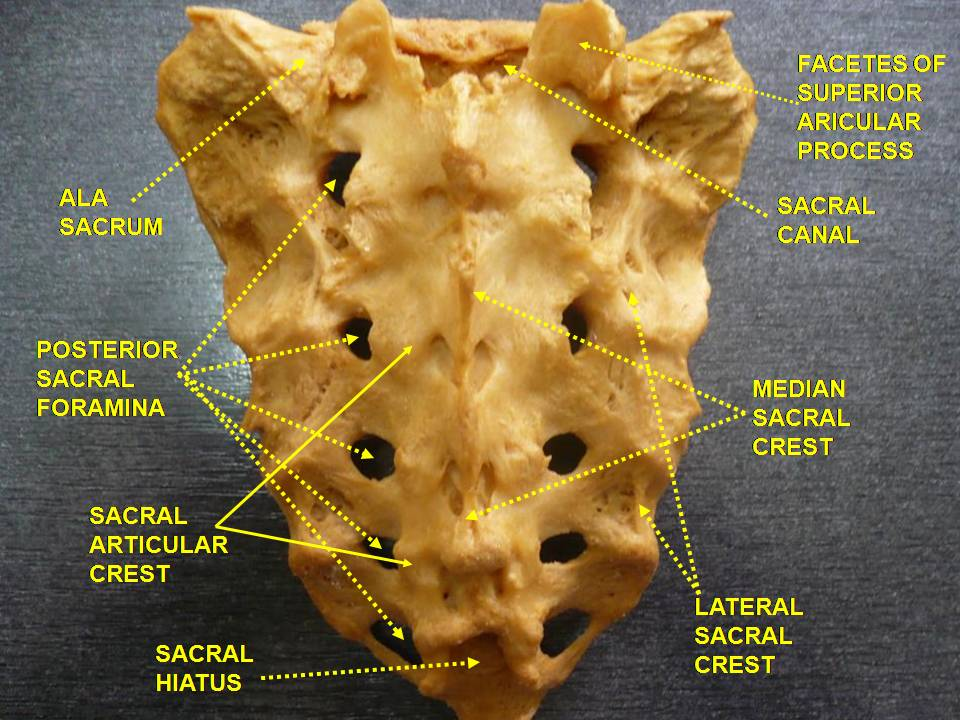
Sacrum. Suprafața dorsală.